# Gare d’Amilly-Ouerray
Gare d’Amilly-Ouerray vasútállomás Franciaországban, Amilly településen.

## Vasútvonalak
Az állomást az alábbi vasútvonalak érintik:
- Párizs–Brest-vasútvonal

## Kapcsolódó állomások
A vasútállomáshoz az alábbi állomások vannak a legközelebb:
- Gare de Saint-Aubin - Saint-Luperce (Gare de Brest, Párizs–Brest-vasútvonal)
- Gare de Chartres (Paris Gare Montparnasse, Párizs–Brest-vasútvonal)